# 13 (álbum de Blur)
13 é o sexto álbum de estúdio da banda britânica de rock Blur, lançado em 15 de março de 1999.
Primeiro disco de inéditas da banda sem Stephen Street e produzido por William Orbit, indicou um aprofundamento da mudança sonora que a banda promovia desde Blur (1997). No disco, a banda é influenciada pelo rock experimental e o direcionamento musical, principalmente conduzido por Damon, começou a criar tensões no grupo. O relacionamento entre os integrantes se tornou mais problemático e grande parte das letras, de teor mais melancólico, foram influenciadas pelo término do relacionamento do vocalista Damon Albarn e sua ex-namorada Justine Frischmann.
De 13 saíram três singles, "Tender", "Coffee & TV" e "No Distance Left to Run". O álbum alcançou o topo das paradas no Reino Unido, quarto feito consecutivo na discografia da banda britânica.

## Faixas
1. "Tender" – 7:40
2. "Bugman" – 4:47
3. "Coffee and TV" – 5:58
4. "Swamp Song" – 4:36
5. "1992" – 5:29
6. "B.L.U.R.E.M.I." – 2:52
7. "Battle" – 7:43
8. "Mellow Song" – 3:56
9. "Trailerpark" – 4:26
10. "Caramel" – 7:38
11. "Trimm Trabb" – 5:37
12. "No Distance Left to Run" – 3:27
13. "Optigan 1" – 2:34

## Certificações
| País                  | Certificação | Vendas  |
| --------------------- | ------------ | ------- |
| Canadá (Music Canada) | Ouro         | 50.000  |
| Japão (RIAJ)          | Platina      | 200.000 |
| Nova Zelândia (RMNZ)  | Platina      | 15.000  |
| Reino Unido (BPI)     | Platina      | 300.000 |